# Melanargia laetepicta
Melanargia laetepicta är en fjärilsart som beskrevs av Hermann Stauder 1922. Melanargia laetepicta ingår i släktet Melanargia och familjen praktfjärilar. Inga underarter finns listade i Catalogue of Life.